# Jerzy Zgodziński
Jerzy Zgodziński ps. Szef, Zorro (ur. 12 marca 1939 w Brzeźnie koło Czarnkowa, zm. 22 czerwca 2014 w Pile) – wychowawca, pedagog, nauczyciel, Kawaler Orderu Uśmiechu, Honorowy Obywatel Miasta Zielona Góra. Był harcmistrzem ZHP, wiceprzewodniczącym Polskiego Stowarzyszenia im. Janusza Korczaka, wieloletnim zastępcą dyrektora Zespołu Szkół Samochodowych w Zielonej Górze. Założyciel dziecięco-młodzieżowej letniej bazy obozowej, powszechnie znanej jako "Korczakowo", położonej nad malowniczym jeziorem Grzybno w okolicy Ośna Lubuskiego. W swojej pracy wychowawczej z młodzieżą wykorzystywał zasady pracy oparte na ideach pedagogicznych Janusza Korczaka, tradycji harcerskiej i technikach autorskich.
Przez całe życie zawodowe pracował z młodzieżą jako wychowawca i nauczyciel języka polskiego. Od 1961 roku związany był z Zasadniczą Szkołą Zawodową, Technikum Mechanicznym, później z Zespołem Szkół Samochodowych, aż wreszcie z Zespołem Szkół Elektronicznych i Samochodowych w Zielonej Górze (wielokrotne zmiany nazwy w obrębie tej samej szkoły).
Twórca i lider najpierw drużyny, potem szczepu harcerskiego "Korczakowcy", w którym poza pracą harcerską nacisk kładziono na rozwój myśli i praktyk Janusza Korczaka oraz wychowanie poprzez kontakt ze sztuką (literaturą, teatrem, filmem, muzyką, fotografią). Po śmierci Jerzego Zgodzińskiego ruch działa nadal.

## Odznaczenia
- Zasłużony Działacz Kultury (1973)
- Medal im. dr. Henryka Jordana (1989)
- Medal Komisji Edukacji Narodowej (1987)
- Złoty Krzyż Zasługi (1983,1996)
- Krzyż „Za Zasługi dla ZHP” (1981)
- Order Uśmiechu (2010)